# Rondibilis microdentata
Rondibilis microdentata là một loài bọ cánh cứng trong họ Cerambycidae.